# Vanjska politika Japana
Vanjska politika Japana u nadležnosti je Ministarstva vanjskih poslova Japana.
Nakon Drugog svjetskog rata i Sporazuma iz San Francisca, Japan temelji diplomatsku politiku na bliskoj suradnji sa Sjedinjenim Američkim Državama i s naglaskom na međunarodnu suradnju, kao što su Ujedinjeni narodi. Za vrijeme Hladnog rata, Japan je bio na strani Zapada u sukob sa Sovjetskim Savezom. U brzim gospodarskim kretanjima 1960.-ih i 1970.-ih, Japan se oporavio i postao cijenjen kao jedna od glavnih svjetskih sila. 
Tijekom Hladnog rata, Japanci nisu sudjelovali u vojnim operacijama. Japanska vlada je kasnije odlučila sudjelovati u mirovnim operacijama UN-a, te su poslale svoje vojnike u Kambodžu, Mozambik, na Golansku visoravan i u Istočni Timor u 1990.-im i 2000-im. Nakon napada na SAD 11. rujna 2001., japanski ratni brodovi imaju pojačanu aktivnost u Indijskom oceanu sve do danas. Japanci su poslali svoje postrojbe u južni Irak za potrebe obnove osnovne infrastrukture.
Osim na svoje neposredne susjede, vanjska politika Japana sve češće je usmjerena i šire, surađivajući s drugim zemljama u izgradnji mira.